# یوناس راکرمان
یوناس راکرمان (انگلیسی: Jonas Reckermann؛ زادهٔ ۲۶ مهٔ ۱۹۷۹) بازیکن والیبال ساحلی اهل آلمان بود.
وی همچنین برندهٔ جوایزی همچون برگ بوی نقره‌ای شده‌است.